# 士姓
士姓是一個中文姓氏，郡望為河東郡。

## 起源
根據《通志氏族略》，士姓源於杜伯，杜伯是周宣王的大夫，祖先為帝堯之子丹朱。周宣王因迷信而濫殺無辜，杜伯勸諫，周宣王怒殺杜伯，杜伯的兒子隰叔逃到晉國，被封為「士師」（法官），有些後人即從「士氏」。

## 名人
- 士燮，三國時代交趾太守。
- 士壹，士燮之弟，合浦太守。
- 士徽，士燮之子，九真太守。
- 士仁，劉備及孫吳將領。（又一說為姓傅名士仁）

## 延伸阅读
[在维基数据编辑]
 《欽定古今圖書集成·明倫彙編·氏族典·士姓部》，出自陈梦雷《古今圖書集成》